# 門羅縣 (阿肯色州)
門羅縣（英語：Monroe County）是美国阿肯色州東部的一個縣，面積1,609平方公里。根據2020年美國人口普查，共有人口6,799人。縣治克拉侖敦（Clarendon）。該縣成立於1829年11月2日，縣名紀念第五任美国总统詹姆斯·门罗。